# فيضة أم غرانيج
فيضة أم غرانيج هي فيضة، في ناحية الشبكة بقضاء النجف بمحافظة النجف بالبادية العراقية، جنوب غرب العراق، مساحتها ألف وسبعمئة متر مربع، ارتفاعها 194 متراً فوق سطح البحر، عمقها أربعة أمتار.